# Ambérac
Ambérac település Franciaországban, Charente megyében. Lakosainak száma 312 fő (2022. január 1.). Ambérac La Chapelle, Coulonges, Fouqueure, Marcillac-Lanville és Villognon községekkel határos.

## Népesség
A település népességének változása:
| Lakosok száma | 317  | 361  | 338  | 316  | 339  | 335  | 319  | 310  | 306  | 312  |
|               | 1968 | 1982 | 1990 | 2006 | 2013 | 2015 | 2017 | 2019 | 2020 | 2022 |